# Ophthalmis
Ophthalmis is een geslacht van vlinders van de familie Uilen (Noctuidae), uit de onderfamilie Agaristinae.

## Soorten
- O. basalis Rothschild, 1896
- O. cincta Boisduval, 1874
- O. darna Druce, 1894
- O. florisiana Rothschild, 1897
- O. haemorrhoidalis Guérin-Meneville, 1838
- O. lincea Cramer, 1779
- O. milete Cramer, 1775
- O. privata Walker, 1864
- O. swinhoei Semper, 1899